# Bredbo
Bredbo är en ort i Australien. Den ligger i kommunen Cooma-Monaro och delstaten New South Wales, i den sydöstra delen av landet, omkring 300 kilometer sydväst om delstatshuvudstaden Sydney. Antalet invånare är 172.
Runt Bredbo är det mycket glesbefolkat, med 2 invånare per kvadratkilometer.. Det finns inga andra samhällen i närheten.
I omgivningarna runt Bredbo växer huvudsakligen savannskog. Genomsnittlig årsnederbörd är 1 039 millimeter. Den regnigaste månaden är februari, med i genomsnitt 158 mm nederbörd, och den torraste är juli, med 16 mm nederbörd.